# 源賀
源贺（407年—479年10月22日），本姓秃发，本名破羌，鲜卑名贺豆跋，又称驾头拔，后被賜姓源（一作拓跋）、賜名贺，西平郡乐都县（今青海省海东市乐都区）人，末代南凉景王禿髮傉檀之子。源贺是南涼到北魏的軍人、政治人物。南凉灭亡后逃到北魏後，仕於同是鮮卑族的北魏，逐渐在北魏文成帝、北魏献文帝年间成为掌握大权的高官，官至太尉，封陇西王，谥号宣。

## 經歷
嘉平七年（414年），南凉被西秦所灭，秃发傉檀率包括破羌在内的大部分家族成员向西秦王乞伏炽磐投降，后来被鸩杀。
建弘四年（423年），破羌的长兄秃发虎台和身为西秦王后的姐姐秃发王后谋杀乞伏炽磐失败，被诛，破羌与四哥秃发保周及亲族等多人都逃到北凉，然后逃到北魏。秃发破羌容貌雄偉，善風儀。魏太武帝素聞其名，及見，器其機辯，賜爵西平侯，加龍驤將軍。对他说：「卿與朕源同，因事分姓，今可為源氏。」遂改姓為源。源破羌被北魏视作宗室，享有宗室的特殊封号直懃。
另罗新《中古北族名号研究》根据源贺包括女儿钦文姬辰、孙女源显明、曾孙源延伯等所有唐朝以前的后裔墓志未提及祖上赐姓源氏及得姓缘由，钦文姬辰、源显明墓志以鲜卑名称源贺为“贺豆拔”等，认为太武帝认可秃发破羌为同宗，赐姓拓跋，并未赐姓源，诏书称其为贺豆拔，就是默认他姓拓跋；后来孝文帝改革时才赐姓，并且以此区别于拓跋氏皇族。所谓太武帝以汉文音译赐秃发破羌姓源，不符合当时代北集团的姓氏名号制度。

### 北魏明元帝、太武帝年间
源破羌改姓后不久，隨即击败叛乱部落首领白龙，又討伐吐京胡，在戰鬥中皆先登陷陣，他屡获提升，進號平西將軍。
太延五年（439年），魏太武帝大举进攻北凉，意图吞并，源破羌为安远将军，与张掖王秃发保周、龙骧将军穆罴分略诸郡，杂人降者数十万。太武帝以破羌为向导。破羌献计，帮助北凉的四部鲜卑皆是自己祖父秃发思复鞬旧部，可示以国威、说以祸福，鲜卑必归降，再攻北凉都城姑臧（在今甘肃武威）孤城易如反掌，并说服三万余鲜卑旧部投降北魏，这些部落在北魏军姑臧时提供粮食，对北魏此次围城战的成功起了很大作用。破羌也因功迁征西将军，进爵西平公。后来秃发保周叛变，他因为没有参与，未受牵连。太武帝出征柔然、五城吐京胡、匈奴叛将盖吴时，他都从征，常冲锋陷阵，不顾个人安危。以功拜散骑常侍。随军征临江，为前锋大将，善抚士卒，又有料敌制胜之谋，又为人雄果，常亲自杀敌，太武帝认为他太好勇而告诫他，并且把他的名字改为自认为更合适的贺，拜为殿中尚书。
正平二年（452年），宦官宗爱弑太武帝，立皇子南安王拓跋余，后来又弑了他。羽林郎振威将军刘尼劝宗爱立故太子拓跋晃之子拓跋濬为帝，但宗爱认为自己得罪于拓跋晃，拓跋濬必报复，要另选贤能王子立为新帝。刘尼担心生变，告知与自己一同典兵宿卫的源贺，二人与尚书长孙渴侯、南部尚书陆丽一起发动政变，源贺与长孙渴侯擒宗爱等，勒兵而入，在宫门外奉迎拓跋濬入登永安殿，拓跋濬就是文成帝。

### 文成帝年间
由于拥立有功，源贺深受文成帝信任，在文成帝统治早期的官员内部斗争中，他并未受害，反而得益，封征北将军、给事中。当年，文成帝让他在国库中任取财物作为赏赐，他以国库应保有钱财来应对和刘宋、柔然的战事而拒绝了。在文成帝坚持下，他只挑选了一匹战马。在源贺建议下，北魏的法度宽松了：原本谋反者的男性亲属都要处死，源贺提议后，十三岁以下的男性亲属免死，但要沦为奴隶。次年，在尚书任上以定策之功进爵西平王。
太安二年（456年）十一月，源贺徙封陇西王，任征南将军、冀州刺史。大约此时，他进一步对刑罚的改革提出建议，提出将犯死罪（谋反、谋杀除外）者流放或充军到北部柔然边境或南部刘宋边境，以协助国家的防务。文成帝批准了。后来文成帝对群臣说因源贺的劝谏活了不少人，还增加了戍边之兵，如果人人都如源贺，他就没有要担忧的了；群臣也都说“非忠臣不能进此计，非圣明不能纳此言。”源贺以情断案，简省徭役，为政清约宽裕，很得人心。武邑人石华指控源贺与僧人道可谋反，文成帝相信源贺，并很快查出石华是诬告，石华被处决。文成帝对左右说：“以源贺之忠诚，尚不免被诬陷，不及他的人能不慎重吗！”考察政绩时，源贺为上等，赐衣马器物，班宣天下。

### 献文帝年间
源贺任冀州刺史七年，和平四年（463年）被召回都城平城，拜太尉，但因为相关史载不多，他作为太尉有多少实权是存疑的。六年（465年），刘宋内乱，北魏趁机接纳来奔的刘宋义阳王刘昶，时源贺官居侍中、太尉、征东大将军，文成帝声言要派其与皇叔使持节征南大将军宜阳王直勤拓跋新成、羽直征东将军北平公拓跋拔敦及刘昶一同领定州、相州之众十万，出济、兗，直取彭城，与其余诸军约期同会于秣陵。同年，文成帝驾崩，其子献文帝继位，文成帝皇后冯太后摄政。时皇兴（467年—471年）年间，源贺与特进刁雍、中书监高允等都因年老受到特别优礼。四年（470年），已掌权的献文帝对柔然发动大举进攻，以皇叔京兆王拓跋子推、东阳公拓跋丕督诸军出西道，皇叔任城王拓跋云等督军出东道，皇叔汝阴王拓跋天赐、济南公罗乌拔督军为前锋，源贺督诸军为后继，镇西将军吕罗汉等掌留台事，大败柔然。
五年（471年），献文帝因对谈论哲学更为喜好，不想当皇帝了，想让位给拓跋子推，召集公卿商议。源贺正屯武川抵御柔然，也被召回平城。源贺和拓跋云都表示反对，指出传位给皇叔不合继承法，如果皇帝执意退位，最合适的继位者当属太子拓跋宏。经过进一步讨论，献文帝同意了意见，以源贺和太保建安王陆馛持节奉皇帝玺绶，让位给4岁的太子，就是北魏孝文帝。但献文帝作为太上皇帝仍然掌握实权。

### 孝文帝年间
献文帝禅位当年，河西地区沃野、统万二镇敕勒发生叛乱，源贺奉命征讨，在枹罕大败贼党郁朱于，斩首五千余，又追杀统万、高平、上邽三镇敕勒到金城，斩首三千。迁其余党于冀、定、相三州为营户。又依古今兵法及先儒耆旧说，略采至要，作十二陈图献上，太上皇帝读后嘉奖他。他又都督三道诸军屯漠南。
当时每到秋冬，北魏遣军三道并出，以备北方入寇，到春季中才班师。源贺认为这样劳役京都，也非御边长计，于是上言请募诸州镇有武勇者三万人，复其徭赋，厚加振恤，分为三部，在二镇之间筑城，其中置万人，给强弩十二床，武卫三百乘，弩一床给牛六头，武卫一乘给牛二头，多造马枪及诸器械，使武略大将二人镇抚；冬季讲武，春季种植，戍耕并行，这样不劳军队还能有积蓄；再在白道南三处立仓，运近州镇租粟以充实，足食足兵，以备不虞，更为便利，不可每年常兴师动众。但此奏没有得到回应。
延兴四年（474年）正月，源贺因病再三告老，获准。朝中有大议，太上皇帝都询访他，又给他衣服、药物、珍馐。太和元年（477年）二月，在温汤治病，孝文帝和文明太后遣使屡问消息，以太医视疾。病重时回京，遗嘱诸子“毋傲吝，毋荒怠，毋奢越，毋嫉妒。疑思问，言思审，行思恭，服思度。遏恶扬善，亲贤远佞，目观必真，耳属必正，忠勤以事君，清约以临己”，要求以时服单椟薄葬。三年（479年）九月去世，享年七十三歲。当时，献文帝已驾崩，但孝文帝和冯太皇太后赐杂彩五百匹乃至辒辌车、命服、温明秘器等皇帝陪葬用品给他陪葬，陪葬金陵，表示了很大的尊敬。源贺死后赠侍中、太尉、陇西王印绶，谥号宣。

## 评价
- 《北史》：源贺堂堂，非徒武节，观其翼佐文成，廷抑禅让，殆乎社稷之臣。[6]

## 家庭

### 夫人
- 乞伏氏，秦文昭王乞伏炽磐之女[45]
- 武威孟氏，源怀生母[46]

### 子女
- 源延，北魏西冶都将、广武简侯
- 源怀，北魏使持节、侍中、骠骑大将军、都督平氐诸军事、冯翊惠公
- 源奂，北魏长乐郡太守
- 钦文姬辰，嫁侍中、镇西大将军、开府、云中镇大将、朔州刺史、琅邪康王司马金龙[1][47][48]

## 著作
源贺曾采佛经幽旨，作《祗洹精舍图偈》六卷，著作郎赵柔为之注解。

## 延伸阅读
[在维基数据编辑]
 《魏書/卷41》，出自魏收《魏书》
 《北史·卷028》，出自李延壽《北史》

## 注解及参考文献
1. 1 2  , 《文物》 (第03期), 1972年, (第03期): 39–44  [2019-02-01], （原始内容存档于2019-05-08）
2. 1 2  《宋书·卷九十五·列传第五十五》：使持节征南大将军宜阳王直勤新成、侍中太尉征东大将军直勤驾头拔、羽直征东将军北平公拔敦及义阳王刘昶，领定、相之众十万，出济、兖，直造彭城，与诸军克期同到，会于秣陵。
3. 1 2 3  《资治通鉴》卷一百一十六
4. ↑  《魏书·卷九十九·列传第八十七》：神瑞初，傉檀率骑击乙弗虏，大有擒获，而乞伏炽盘乘虚袭乐都克之，执傉檀子虎台以下。傉檀闻之曰："若归炽盘，便为奴仆，岂忍见妻子在他怀中也！"引众而西，众皆离散。傉檀曰："蒙逊、炽盘昔皆委质于吾，今而归之，不亦鄙哉！四海之广，无所容身，何其痛乎！"既乃叹曰："吾老矣，宁见妻子而死。"遂降炽盘，炽盘待以上宾之礼，用为骠骑大将军，封左南公。岁余，鸩杀之。傉檀少子贺，后来奔，自有《传》。
5. 1 2 3 4 5 6 7 8 9 10 11  《魏书》卷四十一 列传第二十九◎源贺
6. 1 2 3 4 5 6 7 8 9 10 11 12  《北史》卷二十八
7. ↑  《新唐书》卷七十五上
8. ↑  《资治通鉴》作北魏明元帝赐姓。
9. ↑  罗新《北魏直勤考》《历史研究》 2004年 第5期
10. ↑  《魏书》卷四
11. ↑  《对诏问攻战之计》
12. 1 2 3 4 5  《北史》卷二
13. 1 2  《魏书》卷四十
14. ↑  《魏书》卷三十
15. 1 2  《资治通鉴》卷一百二十六
16. 1 2 3  源怀《求追论勋封表》（景明二年）
17. ↑  《魏书》卷一百一十一
18. ↑  《上书请案律断狱》
19. 1 2  《魏书》卷五
20. ↑  《上书请入死者恕死徙边》
21. ↑  《资治通鉴》卷一百二十八：十一月，魏以尚书西平王源贺为冀州刺史，更赐爵陇西王。贺上言："今北虏游魂，南寇负险，疆场之间，犹须防戍。臣愚以为，自非大逆、赤手杀人，其坐赃盗及过误应入死者，皆可原宥，谪使守边；则是已断之体受更生之恩，徭役之家蒙休息之惠。"魏高宗从之。久之，谓群臣曰："吾用贺言，一岁所活不少，增戍兵亦多。卿等人人如贺，朕何忧哉！"会武邑人石华告贺谋反，有司以闻，帝曰："贺竭诚事国，朕为卿等保之，无此明矣。"命精加讯验。华果引诬，帝诛之，因谓左右曰："以贺忠诚，犹不免诬谤，不及贺者可无慎哉！"
22. ↑  《遣使者诏源贺》
23. 1 2  《魏书》卷六
24. ↑  《资治通鉴》卷一百三十一
25. ↑  《北史》《魏书》《资治通鉴》均作源贺于天安元年（466年）三月结束任期召拜太尉，但与《魏书》所载刺冀州七年不符，且文成帝《下书纳义阳王昶》已称源贺为“侍中、太尉、征东大将军”，而天安元年文成帝已去世。
26. ↑  s:下书纳义阳王昶
27. ↑  《魏书》卷三十八
28. ↑  《北史》卷二十六
29. ↑  《魏书》卷一百零三
30. ↑  《北史》卷九十八
31. ↑  《资治通鉴》卷一百三十二：魏主使京兆王子推等督诸军出西道，任城王云等督诸军出东道，汝阴王天赐等督诸军为前锋，陇西王源贺等督诸军为后断，镇西将军吕罗汉等掌留台事。诸将会魏主于女水之滨，与柔然战，柔然大败。乘胜逐北，斩首五万级，降者万馀人，犹戎马器械不可胜计。
32. ↑  《魏书》卷一十九中
33. ↑  《魏书》卷九十四
34. ↑  《北史》卷一十八
35. ↑  《北史》卷九十二
36. 1 2  《资治通鉴》卷一百三十三
37. ↑  禅位太子册命（延兴五年八月丙午）
38. ↑  《魏书·高祖纪上》作斩首三万余级。
39. 1 2  《魏书》卷七上
40. 1 2  《北史》卷三
41. ↑  《上言御边长计》
42. ↑  《遗令敕诸子》
43. ↑  《魏书》卷一百零五
44. ↑  《资治通鉴》卷一百三十五：庚申，魏陇西宣王源贺卒。
45. ↑  《汉魏南北朝墓志汇编》：唯大代延兴四年岁在甲寅，十一月戊辰朔，二十七日甲午。汉内温县倍乡孝敬里人、使持节侍中镇西大将军启府仪同三司都督梁益兖豫诸军事领护南蛮校尉扬州刺史羽真琅琊贞王故司马楚之嗣子、使持节侍中镇西大将军朔州刺史羽真琅琊王金龙妻，侍中太尉陇西王直懃贺豆跋女，乞伏文照王外孙女钦文姬辰之铭。
46. ↑  赵君平编. . 北京市: 中华书局. 2004年12月: 12. ISBN 7-101-03231-1 （中文（繁體））.
47. ↑  《魏书》卷三十七
48. ↑  《北史》卷二十九
49. ↑  《魏书》卷五十二
50. ↑  《北史》卷三十四